# Lomaspilis kumakurai
Lomaspilis kumakurai là một loài bướm đêm trong họ Geometridae.